# Luzaridella obscura
Luzaridella obscura är en insektsart som beskrevs av Desutter-grandcolas 1992. Luzaridella obscura ingår i släktet Luzaridella och familjen syrsor. Inga underarter finns listade i Catalogue of Life.